# Ґронди-Полевне
Ґронди-Полевне (пол. Grądy Polewne) — село в Польщі, у гміні Жонсьник Вишковського повіту Мазовецького воєводства.
Населення — 43 особи (2011).
У 1975-1998 роках село належало до Остроленцького воєводства.

## Демографія
Демографічна структура станом на 31 березня 2011 року:
|          | Загалом | Допрацездатний вік | Працездатний вік | Постпрацездатний вік |
| -------- | ------- | ------------------ | ---------------- | -------------------- |
| Чоловіки | 21      | 7                  | 14               | 0                    |
| Жінки    | 22      | 8                  | 11               | 3                    |
| Разом    | 43      | 15                 | 25               | 3                    |